# チュマク (企業)
チュマク (英語: Chumak，ウクライナ語: Чумак)はウクライナ・ヘルソン州カホフカに本社を置くスウェーデン風ウクライナ料理の食品メーカーである。2014年現在、ウクライナで最大の食品メーカーの一つでありキエフ，ミンスク，モスクワといった各国の首都に営業所がある。主な製品にケチャップ，マヨネーズ，パスタ，サラダドレッシング，ソース，野菜の缶詰，野菜のマリネ，トマトジュース，ひまわり油がある。チュマク社は中央ヨーロッパ及び東欧で最大のトマト製品メーカーである。2010年現在では、1,200人の従業員がいて、4,800万ユーロの収入がある。 
1996年に創業。最初の社名は「South Food, Inc」であり、2人の若い創業者であるヨハン・ボーデンと彼の甥であるカール・ストゥーレンによって名づけられた。間もなく、テトラパック社のハンス・ローシングが、会社の株の66.7%を取得して、会社の経営を助けた。その後、2008年初頭に彼が所有していた株は、スウェーデンの投資会社であるイースト・キャピタル社(22.2%)とウクライナの投資銀行であるバンク・ドラゴン(44.5%)に売却された。